# 攻击表面
攻击表面（英語：attack surface），也称攻击面、攻击层面，它是指软件环境中可以被未授权用户（攻击者）输入或提取数据而受到攻击的点位（攻擊媒介）。

## 攻擊媒介例子
攻擊媒介（Attack vector）的示例包括：用户输入字段、协议、接口和服务等。

## 减少表面
减少攻击表面的基本策略是减少运行中的软件总量，减少非信任用户可使用的入口点，以及消除用户很少使用的服务。改进信息安全的方法之一就是减少系统与软件的攻击表面。因为关闭不必要的功能，可以避免它们带来的安全风险。减少未授权操作者可调用的代码有助避免安全事故。虽然减少攻击表面有助于防止安全事故，但它不能减少一旦攻击者发现漏洞后可能造成的损害程度。